# 木俣守貞
木俣 守貞（きまた もりさだ）は、江戸時代近江彦根藩筆頭家老。木俣清左衛門家の第6代当主。

## 家系
木俣清左衛門家は、徳川家康の家臣で井伊直政に与力として付けられ、後に、彦根藩井伊家の筆頭家老となった木俣守勝に始まる家。楠木正成の孫正勝の末裔を称す。家紋は三つ盛鱗。
代々の当主は、「土佐」「清左衛門」を通称とし筆頭家老を務めた。特に、3代守明、5代守盈、10代守彝は執権職（幕政では大老に相当）に就いている。知行高は1万石。
12代畏三が、明治33年（1900年）に男爵に叙されている。

## 生涯
宝永2年（1705年）、彦根藩筆頭家老木俣清左衛門家の嫡男守盈の子として彦根に生まれる。享保7年（1722年）、部屋住みながら家老となり、藩主直惟に仕えた。
享保19年（1734年）父守盈の死去により、10月12日に家督相続し、彦根藩筆頭家老となる。儒学者服部南郭高弟で、筆頭家老になった際に、南郭から国老の心得について説いた書状を贈られている。
延享5年（1748年）7月19日死去。享年44。家督は8月に嫡男守将が相続した。

## 人物
井伊家や木俣家の歴史に関する多くの資料を収集、書写している。享保15年（1730年）に成立した「井伊家伝記」は守貞が龍潭寺九世住職祖山法忍に作成を依頼したもの。

## 参考サイト
- 井伊美術館 井伊家にまつわる人々